# Prilly
Prilly este un oraș în Elveția.